# Carl Friedrich Wilhelm Claus
|  | Per a altres significats, vegeu «Karl Claus». |

 Carl Friedrich Wilhelm Claus  o  Carl Klaus, (1835 – 1899) va ser un zoòleg alemany. Es va oposar a les idees d'Ernst Haeckel.

## Biografia
Claus estudià a la Universitat de Marburg i a la Universitat de Giessen amb Rudolf Leuckart. Treballà a la Universitat de Würzburg. L'any 1863, va esdevenir professor de zoologia a la Universitat de Marburg, i després a les universitats de Göttingen i la de Viena. Va ser cap de la recerca oceanogràfica a l'estació de Trieste i es va especialitzar en zoologia marina especialment centrat en els crustacis. En la seva recerca sobre biologia cel·lular encunyà el terme fagocitosi
Sigmund Freud va estudiar amb ell el cicle encara no solucionat de les anguiles.

## Obres
- Die freilebenden Copepoden (1863);
- Beiträge zur Kenntnis der Ostracoden (1868);
- Grundzüge der Zoölogie (1868) ;
- Ueber den Bau und die Entwicklung der Cumaceen (1870);
- Die Metamorphose der Squilliden (1872);
- Ueber die Entwicklung Organisation und systematische Stellung der Arguliden (1875);
- Lehrbuch der Zoölogie  (6th ed., 1897; trans. into English, under the title of Text-book of Zoölogy, by Claus and Sedgwick, London, 1897 ).[1]